# بكالوريوس في القانون
بكالوريوس في القانون (بالأردية: فاضل القانون، بالإنجليزية: Bachelor of Laws، بالفارسية: کارشناسی حقوق، بالفرنسية: bachelor of Laws، باللاتينية: Legum Baccalaureus، بالليتوانية: Teisės bakalauras): هي شهادة جامعية؛ تُمنح في معظم بلدان القانون العام باعتبارها الدرجة القانونية الأساسية وتعمل كمؤهل مهني أول للممارسين القانونيين. تتطلب هذه الدرجة دراسة المواد القانونية الأساسية والفقه القانوني لتوفير فهم شامل للنظام القانوني ووظيفته. بالإضافة إلى ذلك، يعمل برنامج بكالوريوس القانون أيضًا كأساس لمزيد من التعليم القانوني، مثل ماجستير القانون أو دراسات عليا أخرى في القانون.